# رودئو (نیومکزیکو)
رودئو (به انگلیسی: Rodeo) یک منطقهٔ مسکونی در ایالات متحده آمریکا است که در شهرستان هیدالگو، نیومکزیکو واقع شده‌است. رودئو ۲۱٫۲ کیلومتر مربع مساحت و ۱۰۱ نفر جمعیت دارد و ۱٬۲۵۷٫۰۱ متر بالاتر از سطح دریا واقع شده‌است.